# فیلیپ ژولی
فیلیپ ژولی (فرانسوی: Philippe Joly‎؛ زادهٔ ۲ ژانویهٔ ۱۹۷۶) بازیگر اهل فرانسه است که بیشتر در نقش شخصیت‌های منفی و شرور ظاهر می‌شود.
از فیلم‌ها یا مجموعه‌های تلویزیونی که وی در آن‌ها نقش داشته است، می‌توان به شمشیر اژدها و یک تکه گوشت اشاره نمود.